# 가와부치촌
가와부치촌(川淵村)은 일본 아이치현 가이토군에 설치되었던 촌이다. 현재의 아이사이시의 북부에 해당한다.